# 神戸淡路鳴門自動車道
神戸淡路鳴門自動車道（こうべあわじなるとじどうしゃどう、英語: KOBE-AWAJI-NARUTO EXPWY）は、本州四国連絡道路 神戸・鳴門ルートであり、兵庫県神戸市の山陽自動車道 神戸西インターチェンジ (IC) を起点とし、徳島県鳴門市の高松自動車道 鳴門ICに至る、延長89.0キロメートル (km) の高規格幹線道路（国道28号の自動車専用道路）である。略称は神戸淡路鳴門道（こうべあわじなるとどう）、神淡鳴道（しんたんめいどう）。
高速道路ナンバリングによる路線番号は、「E28」が割り振られている。
本州の神戸市から、明石海峡を渡り淡路島を縦断、さらに鳴門海峡を渡り四国の鳴門市に至る、本州四国連絡道路の3ルートのうちの1つ。

## 概要
神戸西IC - 垂水ジャンクション (JCT) 間は建設省（国土交通省）の阪神国道工事事務所直轄事業として開通した。正式には西神自動車道である。
神戸淡路鳴門自動車道の道路名は1998年（平成10年）の明石海峡大橋開通以降につけられた。沿道自治体間での意見の対立から命名作業が難航したため、現在の長い道路名に至った。それまでは特に道路名はなく、道路標識では本四道路（英語: HONSHI ROAD）、地図では本州四国連絡道路、淡路縦貫道、本州四国連絡橋公団（本州四国連絡高速道路会社）の案内パンフレットでは大鳴門橋関連道路（後に神戸・鳴門ルート）と表記されていた。また、川之江東JCTの案内標識（川之江JCTから徳島自動車道方面）には、2007年（平成19年）まで「神淡鳴道」（英語: SHINTANMEI EXPWY）という表示があった。この略称を使用していたのは川之江東JCTのみであった。現在は「神戸」に書き改められ、加えて案内標識右側に「神戸淡路鳴門道」と縦書きの補助標識が新設されている。
当該道路は、太平洋新国土軸構想と関西4環状ネットワークの要となっている。大阪湾環状道路として、大阪湾岸道路、紀淡連絡道路とともに、一周約200 kmの環状道路を形成する。関西中央環状道路として、近畿自動車道、中国自動車道、山陽自動車道、紀淡連絡道路とともに、物流拠点を連携する、一周約240 kmの環状道路を形成する。関西大環状道路として、京奈和自動車道、新名神高速道路、山陽自動車道、紀淡連絡道路とともに、連携・交流を強化する、一周約300 kmの環状道路を形成する。
|  |  |  | 神戸 - 淡路に架かる明石海峡大橋 | 淡路 - 鳴門に架かる大鳴門橋 | 鳴門公園付近 |

建設費は約1兆3500億円で、明石海峡大橋が大工事になったこと、淡路島に高速道路を通す必要があったことから非常に高額である。瀬戸中央自動車道の10橋と西瀬戸自動車道（しまなみ海道）の11橋、その島内道路、さらにしまなみ海道の弟分の安芸灘諸島連絡架橋（とびしま海道）の7橋を加えた合計建設費が約1兆3800億円であるから、非常に大規模な事業となったことがわかる。
淡路島南ICと鳴門北IC間の大鳴門橋を走る7.1 km区間は、1987年（昭和62年）8月10日の道の日に、旧建設省と「道の日」実行委員会により制定された「日本の道100選」に選定されている。

## インターチェンジなど
- IC番号欄の背景色が■である区間は既開通区間に存在する。
施設欄の背景色が■である区間は未開通区間または未供用施設に該当する。
- スマートインターチェンジ (SIC) 等のETC専用ICは背景色■で示す。
- 路線名の特記がないものは市道。
- バスストップ (BS) のうち、○/●は運用中、◆は休止中、×は廃止の施設。無印はBSなし。
- 英略字は以下の項目を示す。
IC：インターチェンジ、SIC：スマートインターチェンジ、JCT：ジャンクション、SA：サービスエリア、PA：パーキングエリア、TB：本線料金所、BS：バスストップ

| IC 番号                  | 施設名         | 接続路線名                                                      | 起点 から (km) | BS  | 備考                                          | 所在地                         | 所在地                         | 所在地                         |
| ------------------------ | -------------- | --------------------------------------------------------------- | -------------- | --- | --------------------------------------------- | ------------------------------ | ------------------------------ | ------------------------------ |
| E2 山陽自動車道 木見支線 |                |                                                                 |                |     |                                               |                                |                                |                                |
| -                        | 神戸西TB       | -                                                               | 0.0            | -   | 山陽道 三木JCT方面のみ                        | 兵庫県                         | 神戸市                         | 西区                           |
| 1                        | 神戸西IC       | 県道22号神戸三木線 県道52号小部明石線                           | 0.0            |     |                                               | 兵庫県                         | 神戸市                         | 西区                           |
| 2                        | 布施畑JCT・IC  | 阪神高速7号北神戸線 県道65号神戸加古川姫路線                    | 5.0            | -   |                                               | 兵庫県                         | 神戸市                         | 西区                           |
| 3                        | 垂水JCT        | E94 第二神明道路北線 阪神高速5号湾岸線（垂水区間）              | 8.8            | -   |                                               | 兵庫県                         | 神戸市                         | 垂水区                         |
| 3                        | 垂水IC         | 県道488号長坂垂水線                                             | 8.8            |     | 淡路島・鳴門方面出入口                        | 兵庫県                         | 神戸市                         | 垂水区                         |
| -                        | 舞子BS         | -                                                               | 13.2           | ○   |                                               | 兵庫県                         | 神戸市                         | 垂水区                         |
| -                        | 明石海峡大橋   | -                                                               | -              |     | 全長：3,911.1 m 高さ（主塔頂部）：298.3 m     | 兵庫県                         | 神戸市垂水区〜淡路市           | 神戸市垂水区〜淡路市           |
| 4                        | 淡路IC/SA      | 県道157号佐野仁井岩屋線 県道31号福良江井岩屋線 国道28号（現道） | 20.1           | ○   |                                               | 兵庫県                         | 淡路市                         | 淡路市                         |
| 4-1                      | 淡路北SIC      | 県道157号佐野仁井岩屋線                                         | 20.1           | ○   | 入口のみ                                      | 兵庫県                         | 淡路市                         | 淡路市                         |
| -                        | 高速淡路花博BS | -                                                               | 22.2           | ×   | 下り線のみ ジャパンフローラ2000開催中のみ供用 | 兵庫県                         | 淡路市                         | 淡路市                         |
| 5                        | 東浦IC         | 県道460号野島浦線                                               | 25.5           | ○   |                                               | 兵庫県                         | 淡路市                         | 淡路市                         |
| -                        | 仁井BS         | -                                                               | 28.8           | ○   |                                               | 兵庫県                         | 淡路市                         | 淡路市                         |
| 6                        | 北淡IC         | 県道123号生穂育波線                                             | 34.3           | ○   |                                               | 兵庫県                         | 淡路市                         | 淡路市                         |
| -                        | 室津PA         | -                                                               | 35.5           |     |                                               | 兵庫県                         | 淡路市                         | 淡路市                         |
| -                        | 遠田BS         | -                                                               | 42.0           | ○   |                                               | 兵庫県                         | 淡路市                         | 淡路市                         |
| 7                        | 津名一宮IC     | 県道66号大谷鮎原神代線                                          | 44.4           | ○   |                                               | 兵庫県                         | 淡路市                         | 淡路市                         |
| -                        | 安乎BS         | -                                                               | 48.3           | ○   |                                               | 兵庫県                         | 洲本市                         | 洲本市                         |
| 7-1                      | 淡路島中央SIC  | 県道46号洲本五色線（市道経由）                                  | 52.4           | ○   |                                               | 兵庫県                         | 洲本市                         | 洲本市                         |
| 8                        | 洲本IC         | 国道28号（洲本バイパス） 県道472号鳥飼浦洲本線                  | 56.3           | ○   |                                               | 兵庫県                         | 洲本市                         | 洲本市                         |
| -                        | 緑PA           | -                                                               | 59.4           | ○   |                                               | 兵庫県                         | 南あわじ市                     | 南あわじ市                     |
| -                        | 榎列BS         | -                                                               | 64.1           | ○   |                                               | 兵庫県                         | 南あわじ市                     | 南あわじ市                     |
| 9                        | 西淡三原IC     | 県道126号松帆八木線 県道31号福良江井岩屋線                      | 65.8           |     |                                               | 兵庫県                         | 南あわじ市                     | 南あわじ市                     |
| -                        | 志知BS         | -                                                               | 67.4           | ○   |                                               | 兵庫県                         | 南あわじ市                     | 南あわじ市                     |
| -                        | 西淡仮出入口   | 県道477号阿那賀市線（うずしおライン）                           | 71.8           |     | 1987年10月7日廃止                             | 兵庫県                         | 南あわじ市                     | 南あわじ市                     |
| 10                       | 淡路島南IC/PA  | 県道25号阿万福良湊線（うずしおライン）                          | 74.6           | ○   |                                               | 兵庫県                         | 南あわじ市                     | 南あわじ市                     |
| -                        | 大鳴門橋       | -                                                               | -              |     | 全長：1,629 m 高さ：144.3 m                   | 兵庫県南あわじ市〜徳島県鳴門市 | 兵庫県南あわじ市〜徳島県鳴門市 | 兵庫県南あわじ市〜徳島県鳴門市 |
| -                        | 鳴門公園口BS   | -                                                               | 79.8           | ○   | 下り線のみ                                    | 徳島県 鳴門市                  | 徳島県 鳴門市                  | 徳島県 鳴門市                  |
| 11                       | 鳴門北IC       | 県道11号鳴門公園線                                              | 81.7           |     |                                               | 徳島県 鳴門市                  | 徳島県 鳴門市                  | 徳島県 鳴門市                  |
| -                        | 大毛島BS       | -                                                               | 82.9           | ○ ◆ | 上り線は運用休止中                            | 徳島県 鳴門市                  | 徳島県 鳴門市                  | 徳島県 鳴門市                  |
| -                        | 高速鳴門BS     | -                                                               | 85.9           | ○   |                                               | 徳島県 鳴門市                  | 徳島県 鳴門市                  | 徳島県 鳴門市                  |
| -                        | 鳴門TB         | -                                                               | 89.0           | -   | 高松道 鳴門JCT方面のみ                        | 徳島県 鳴門市                  | 徳島県 鳴門市                  | 徳島県 鳴門市                  |
| 12                       | 鳴門IC         | 国道11号（吉野川バイパス）                                      | 89.0           |     |                                               | 徳島県 鳴門市                  | 徳島県 鳴門市                  | 徳島県 鳴門市                  |
| E11 高松自動車道         |                |                                                                 |                |     |                                               |                                |                                |                                |

## 歴史
淡路島と本州および四国の海峡に橋を架ける構想は第二次世界大戦前から存在し、1914年（大正3年）に地元出身の政治家によって衆議院に架橋建設議案が提出されたこともあったが、当時の日本の架橋技術は未熟であったため、到底実現できるものではなかった。
戦後になって、日本の高度経済成長の基盤ともなった国土総合開発の気運の高まりと地元の強力な要請に加え、架橋技術の進歩によって、このルートが具現化された。当時の最先端の架橋技術が駆使され、1985年（昭和60年）に海上交通の難所であった鳴門海峡に大鳴門橋が開通。さらに13年後の1998年（平成10年）に世界最大の吊橋でもある明石海峡大橋が開通し、それまでに3時間以上かかった神戸 - 徳島間の交通所要時間が約半分の約1時間40分に短縮された。本州と四国が淡路島経由で一本の道路で初めて結ばれたことにより、人々の移動や物資輸送はもとより、文化交流や観光、生活にも大きな役割を果たした。

### 年表

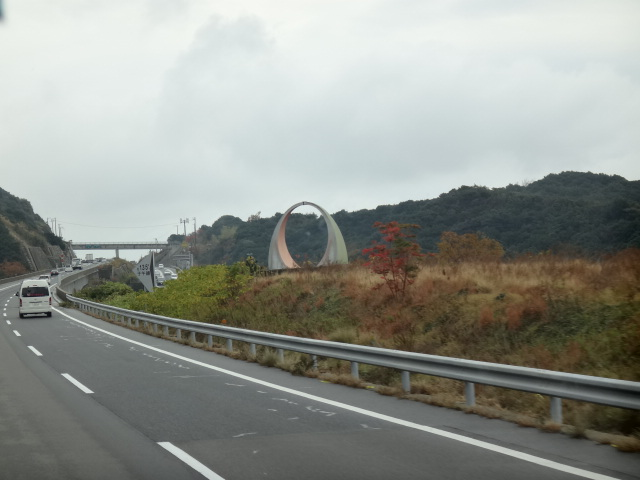
東浦IC北側に設置された東経135度（子午線）のモニュメント
（高速バス車内より撮影）

- 1970年（昭和45年）7月 : 本州四国連絡橋公団設立。
- 1976年（昭和51年）7月2日 : 大鳴門橋の起工式が行われる。
- 1978年（昭和53年）9月 : 淡路縦貫自動車道の起工式が行われる。
- 1985年（昭和60年）6月8日 : 津名一宮IC - 洲本ICと、大鳴門橋を含む西淡仮出入口 - 鳴門北ICが開通。
- 1986年（昭和61年）4月 : 明石海峡大橋の起工式が行われる。
- 1987年（昭和62年）
  - 5月23日 : 鳴門北IC - 鳴門ICが開通。
  - 8月10日 : 建設省より、「日本の道100選」に設定され、顕彰を受ける[6]。
  - 10月8日 : 洲本IC - 西淡仮出入口が開通し、西淡仮出入口が廃止。
- 1995年（平成7年）1月17日 : 阪神・淡路大震災が発生し、地震の影響で明石海峡大橋の全長が1.1 m延びる。
- 1997年（平成9年）10月 : 津名一宮IC - 洲本ICの4車線化が完了。
- 1998年（平成10年）4月5日 : 明石海峡大橋を含む垂水JCT - 津名一宮ICが開通し、神戸淡路鳴門自動車道と山陽自動車道をつなぐ三木JCT - 垂水JCTも同時に開通し、全線開通。同時に全線の4車線化（垂水JCT - 淡路IC（明石海峡大橋を挟む区間）は6車線）が完了。この開通前に東浦ICより少し北側の中央分離帯（23.3KP付近）に子午線のモニュメント[注釈 1]と子午線の看板[注釈 2]を設置。
- 2002年（平成14年）7月21日 : 高松自動車道の鳴門IC - 板野ICが開通し、四国の高速道路と接続。これに伴い鳴門ICを改築し、鳴門本線料金所を供用。
- 2008年（平成20年）4月 : 神戸淡路鳴門自動車道の開通10周年を記念して、徳島県と徳島市がとくしまマラソンを開催。
- 2015年（平成27年）3月14日 : 徳島自動車道の鳴門JCT - 徳島IC間が開通し、四国縦貫自動車道と四国横断自動車道を経由して四国4県の県庁所在地（徳島市、高松市、松山市、高知市）に所在するICと接続。
- 2018年（平成30年）2月17日 : 淡路島中央スマートICが供用開始[7]。
- 2020年（令和2年）3月29日 : 淡路北スマートICが供用開始[8]。

## 路線状況

### 車線・最高速度
| 区間                       | 車線   | 車線   | 車線   | 最低速度 | 最高速度              | 最高速度          | 設計速度 | 備考 |
| 区間                       | 上下線 | 上り線 | 下り線 | 最低速度 | 大型貨物等 三輪・牽引 | 左記を除く車両    | 設計速度 | 備考 |
| -------------------------- | ------ | ------ | ------ | -------- | --------------------- | ----------------- | -------- | ---- |
| 神戸西IC - 垂水JCT・IC     | 4      | 2      | 2      | 50 km/h  | 80 km/h               | 100 km/h （指定） | 100 km/h |      |
| 垂水JCT・IC - 淡路IC/SA    | 6      | 3      | 3      | 50 km/h  | 80 km/h （指定）      | 80 km/h （指定）  | 100 km/h |      |
| 淡路IC/SA - 西淡三原IC     | 4      | 2      | 2      | 50 km/h  | 80 km/h               | 100 km/h （指定） | 100 km/h | ※    |
| 西淡三原IC - 淡路島南IC/PA | 4      | 2      | 2      | -        | 80 km/h （指定）      | 80 km/h （指定）  | 100 km/h | ※    |
| 淡路島南IC/PA - 鳴門北IC   | 4      | 2      | 2      | -        | 70 km/h （指定）      | 70 km/h （指定）  | 100 km/h | ※    |
| 鳴門北IC - 鳴門IC          | 4      | 2      | 2      | -        | 80 km/h （指定）      | 80 km/h （指定）  | 100 km/h |      |

- ※ : 完成6車線であるが、現在は暫定4車線である。

最高速度の100 km/hは高速自動車国道での法定最高速度に準ずる（車種により最高速度が80 km/hとなる）。異常気象時（大雨や強風など）や道路工事等の場合には最高速度が規制される（淡路島南IC/PA - 鳴門北ICでは最高速度が40 km/hとなる。それ以外の区間では状況により最高速度が50 - 80 km/hとなる）。
神戸淡路鳴門自動車道は自動車専用道路である（高速自動車国道ではない）が、高速自動車国道に準じて最低速度を規制している区間がある。最低速度規制のある区間では小型特殊自動車や故障車を牽引している自動車など、50 km/h以上の速度を出せない自動車は通行できない。

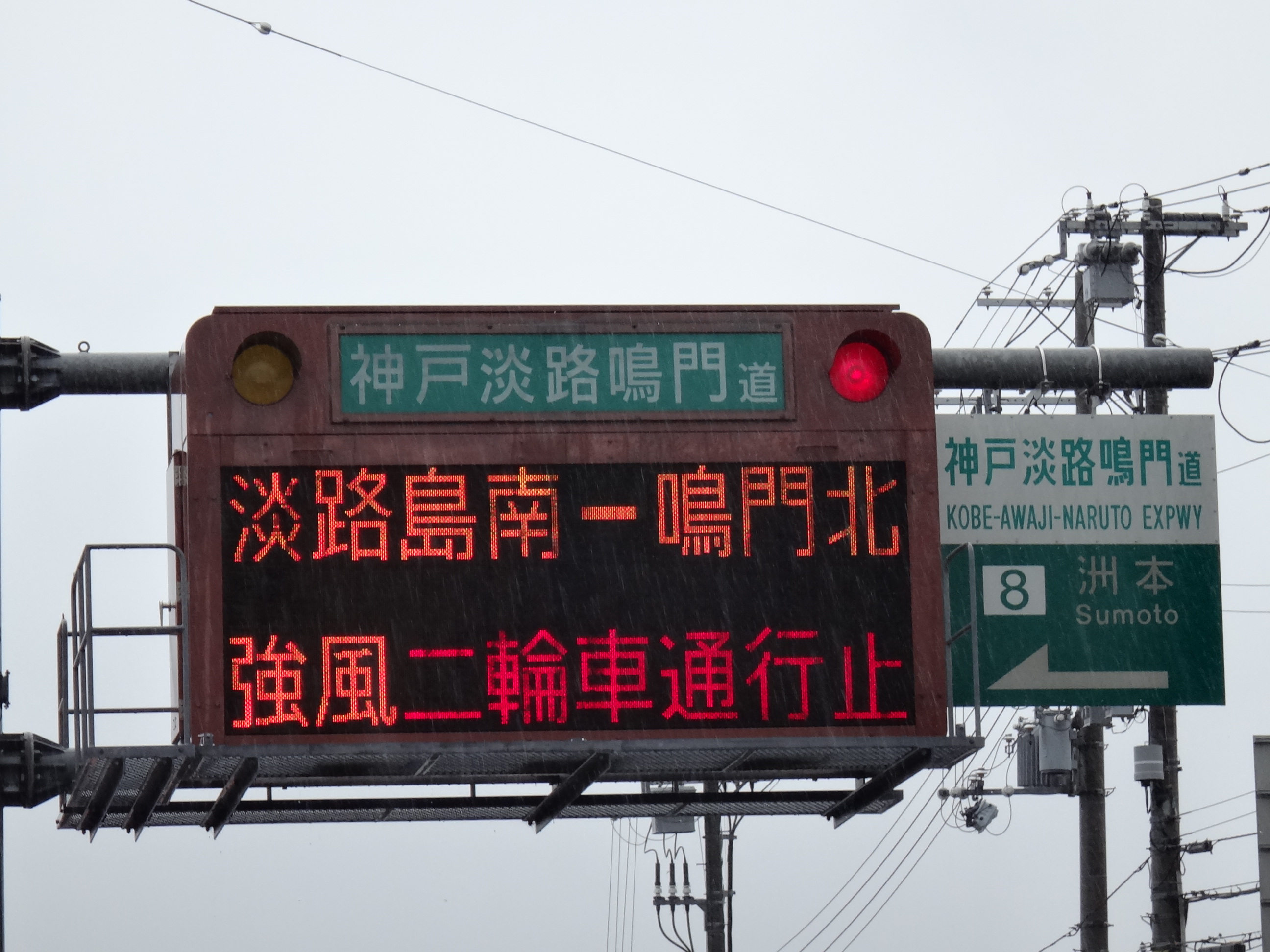
強風による二輪車（バイク）通行止を知らせる表示
（洲本IC情報板）

また極端に風速が高い場合や積雪の場合は、バイクのみを通行止め（自動車は速度やチェーン着装などの規制の上で通行可能）となる場合もある。

#### 1990年頃（本州四国連絡道路時代）の車線・最高速度
| 区間                     | 車線 上下線=上り線+下り線 | 最高速度 |
| ------------------------ | ------------------------- | -------- |
| 津名一宮IC - 洲本IC      | 2=1+1 （暫定2車線）       | 60 km/h  |
| 洲本IC - 淡路島南IC/PA   | 4=2+2 （暫定4車線）       | 80 km/h  |
| 淡路島南IC/PA - 鳴門北IC | 4=2+2 （暫定4車線）       | 60 km/h  |
| 鳴門北IC - 鳴門IC        | 2=1+1 （暫定2車線）       | 60 km/h  |

### 道路施設

#### サービスエリア・パーキングエリア
- 淡路SAは、本州四国連絡道路の3ルートの中で唯一ガソリンスタンドがある。2008年8月31日まで、瀬戸中央自動車道の鴻ノ池SA下り線にガソリンスタンドがあった。

#### 主なトンネルと橋

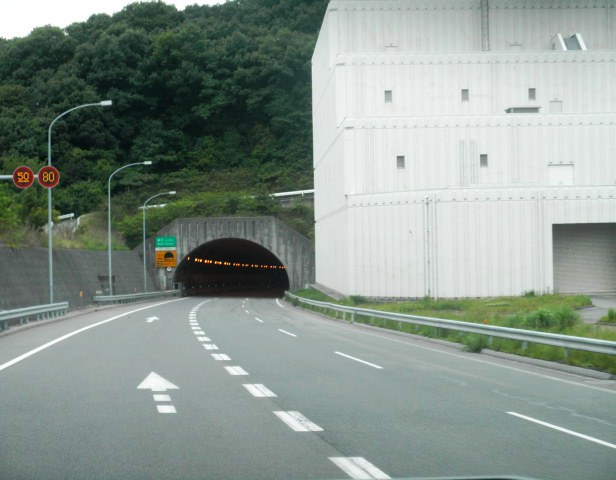
舞子トンネル

海峡部の橋梁として明石海峡大橋、大鳴門橋、撫養橋の3つの橋を有する。大鳴門橋は鉄道道路併用橋として建設されており、下部に新幹線用の空間が存在し、紀淡海峡を渡る四国新幹線のルートとして位置づけられている。しかし着工の目処が立たないため、鳴門側の新幹線用空間を、鳴門の渦潮を観察出来る遊歩道「徳島県立渦の道」として利用している。
| 区間                        | 構造物名         | 長さ    | 長さ    |
| 区間                        | 構造物名         | 上り線  | 下り線  |
| --------------------------- | ---------------- | ------- | ------- |
| 神戸西IC - 布施畑JCT・IC    | 布施畑トンネル   | 848 m   | 854 m   |
| 布施畑JCT・IC - 垂水JCT・IC | 高塚山トンネル   | 1,210 m | 1,181 m |
| 垂水JCT・IC - 淡路IC/SA     | 舞子トンネル     | 3,293 m | 3,254 m |
| 垂水JCT・IC - 淡路IC/SA     | 明石海峡大橋     | 3,911 m | 3,911 m |
| 東浦IC - 北淡IC             | 仁井トンネル     | 378 m   | 429 m   |
| 東浦IC - 北淡IC             | 川井谷トンネル   | 260 m   | 260 m   |
| 淡路島南IC - 鳴門北IC       | 大鳴門橋         | 1,629 m | 1,629 m |
| 鳴門北IC - 鳴門IC           | 鳴門第一トンネル | 191 m   | 201 m   |
| 鳴門北IC - 鳴門IC           | 鳴門第二トンネル | 353 m   | 374 m   |
| 鳴門北IC - 鳴門IC           | 撫養橋           | 942 m   | 996 m   |
| 鳴門北IC - 鳴門IC           | 撫養トンネル     | 770 m   | 616 m   |

## 道路管理者
神戸淡路鳴門自動車道の全線を本州四国連絡高速道路株式会社（JB本四高速）が管理している。

### ハイウェイラジオ
- 布施畑（神戸西IC - 垂水JCT 鳴門方面)
- 垂水（垂水JCT - 舞子トンネル 神戸方面）

放送最後に「本四路側○○（局名）よりお送りしました」と読み上げられる。

## 交通量
24時間交通量（台）　道路交通センサス
| 区間                       | 平成11（1999）年度 | 平成17（2005）年度 | 平成22（2010）年度 | 平成27（2015）年度 | 令和3（2021）年度 |
| -------------------------- | ------------------ | ------------------ | ------------------ | ------------------ | ----------------- |
| 神戸西IC - 布施畑JCT/IC    |                    | 08,662             | 10,104             | 11,837             | 12,764            |
| 布施畑JCT/IC - 垂水JCT/IC  |                    | 09,130             | 22,313             | 11,297             | 9,942             |
| 垂水JCT/IC - 淡路IC        | 17,045             | 19,947             | 22,313             | 29,591             | 32,288            |
| 淡路IC - 淡路北SIC         | 12,794             | 15,619             | 19,065             | 23,469             | 24,343            |
| 淡路北SIC - 東浦IC         | 12,794             | 15,619             | 19,065             | 23,469             | 24,343            |
| 東浦IC - 北淡IC            | 12,236             | 15,159             | 18,687             | 22,604             | 23,359            |
| 北淡IC - 津名一宮IC        | 12,257             | 14,993             | 18,586             | 22,188             | 22,449            |
| 津名一宮IC - 淡路島中央SIC | 12,085             | 14,781             | 17,887             | 21,288             | 21,445            |
| 淡路島中央SIC - 洲本IC     | 12,085             | 14,781             | 17,887             | 21,288             | 21,445            |
| 洲本IC - 西淡三原IC        | 11,056             | 13,501             | 15,917             | 18,817             | 18,668            |
| 西淡三原IC - 淡路島南IC    | 11,702             | 14,352             | 15,894             | 19,110             | 18,615            |
| 淡路島南IC - 鳴門北IC      | 13,250             | 16,372             | 17,250             | 20,689             | 20,116            |
| 鳴門北IC - 鳴門IC          |                    | 12,332             | 14,524             | 17,635             | 16,779            |

（出典：「道路に関するデータ　道路・街路交通情勢調査（道路交通センサス）平成11年度調査結果」（兵庫県ホームページ）・「平成22年度道路交通センサス」・「平成27年度全国道路・街路交通情勢調査」「令和3年度全国道路・街路交通情勢調査」（国土交通省ホームページ）より一部データを抜粋して作成）
- 令和2年度に実施予定だった交通量調査は、新型コロナウイルスの影響で延期された[9]。

本州四国連絡道路3ルートの中で当路線は最も交通量が多く、四国よりも特に本州から淡路島への流入が多い。昼間12時間における平均旅行速度は全線を通して速く、最高速度を超えている区間が多い。

## 地理
神戸から明石海峡を明石海峡大橋で渡り、淡路島を縦貫する。淡路島を抜けると視界は開け、鳴門海峡を大鳴門橋で渡る。自動車専用道路のため路上駐車は不可であるが、鳴門海峡付近には、徳島県立渦の道をはじめとする展望台もあり、ここから鳴門の渦潮を観望することができる。鳴門北ICを下りた沿道に、大塚国際美術館、大鳴門橋架橋記念館エディ、鳴門市ドイツ館など観光施設が多く集まる。

### 通過する自治体
- 兵庫県
  - 神戸市（西区 - 北区 - 西区 - 須磨区 - 西区 - 垂水区） - 淡路市 - 洲本市 - 南あわじ市 -
- 徳島県
  - 鳴門市

### 接続する高速道路
- E2 山陽自動車道 木見支線（神戸西ICで直結）
- 阪神高速7号北神戸線（布施畑JCTで接続）
- E94 第二神明道路（北線）（神戸西バイパス）（垂水JCTで接続）
- 阪神高速5号湾岸線（垂水JCTで接続）
- E11 高松自動車道 （鳴門ICで直結）